# Armen Tahtadzsján
Armen Tahtadzsján (örményül: Արմեն Թախտաջյան, oroszul: Армен Леонович Тахтаджян / Armen Leonovics Tahtadzsjan, a nemzetközi szakirodalomban: Armen Takhtajan, egyéb névváltozatok: Takhtadjan, Takhtadzhian; Oroszország, Azerbajdzsán, Hegyi-Karabah, Şuşa, 1910. június 10. – Szentpétervár, 2009. november 13.) szovjet-örmény botanikus, a 20. századi növény-evolúciókutatás, növényrendszertan és növényföldrajz egyik legkiemelkedőbb egyénisége. Érdeklődési területébe tartozik még a virágos növények morfológiája, a paleobotanika és a Kaukázus növényvilága. Botanikai szakmunkákban nevének rövidítése: „Takht.”.
Tahtadzsján a leningrádi Komarov Botanikai Intézetben dolgozta ki 1940-ben zárvatermőkkel foglalkozó növényrendszertanát, ami elsősorban a növények közti filogenetikus kapcsolatok vizsgálta. Rendszere egészen az 1950-es évek végéig nem volt ismeretes a nyugati világban, ekkoriban kezdte levelezését és közös munkáját az amerikai botanikussal, Arthur Cronquisttel, akinek osztályozási rendszerében (Cronquist-rendszer) erősen kimutatható a Tahtadzsjánnal és más komarovi botanikusokkal váltott levelek hatása.
A Tahtadzsján-rendszer a zárvatermőket törzsként kezeli, ami két osztályt tartalmaz:  a Magnoliopsida (kétszikűek) és a Liliopsida (egyszikűek) osztályokat.  Ezeket alosztályokra, majd öregrendekre, rendekre, családokra bontja tovább. A rendszer hasonló a Cronquist-rendszerhez, ám inkább a magasabb rendszertani szinteken komplex, a rendekből és családokból pedig a kisebb méretet favorizálja, hogy a karakterisztikus és evolúciós kapcsolatok könnyebben megragadhatóak legyenek. Tahtadzsján rendszere a mai napig igen befolyásos rendszernek számít, ezt használja 
például a Montreali Botanikus Kert is.
Tahtadzsján szintén kidolgozta a növényföldrajzi régiók egy rendszerét.
Tahtadzsján az Orosz Tudományos Akadémia tagja, 1971-óta pedig az amerikai Nemzeti Tudományos Akadémia külföldi tagja (foreign associate).

## Válogatott munkái
- A. Takhtajan, Th.J. Crovello and A. Cronquist (1986). Floristic Regions of the World.
- A. Takhtajan (1991). Evolutionary Trends in Flowering Plants
- A. Takhtajan (1997) Diversity and Classification of Flowering Plants